# Büchersturm
Mit Büchersturm wird die Bücherzerstörung während der Zürcher Reformation 1525 bezeichnet. Dabei wurden die geistlichen Institute (Klöster und Stifte) aufgehoben und deren Buchbestand, besonders der liturgische, vernichtet.

## Vorgeschichte
Mit dem Amtsantritt von Huldrych Zwingli als Leutpriester am Chorherrenstift Grossmünster am 1. Januar 1519 begannen in Zürich Reformen des geistlichen Lebens. Die Jahre der Gärung lenkte der Rat der Stadt mit sicherer Hand. Für das Schicksal der Bücher wichtig wurde 1523 der Ausschluss der Mönche des Predigerklosters (Dominikaner) von der Seelsorge im Frauenkloster Oetenbach; im folgenden Jahr 1524 wurde das Abendmahl reformiert, die Messe abgeschafft und wurden die Bilder aus Kirchen und Klöstern entfernt, im Dezember 1524 die Klöster aufgehoben und ihr Besitz beschlagnahmt, Mönche und Nonnen zum Übertritt in den weltlichen Stand aufgefordert.
Die verbleibenden Mönche der drei Bettelordensklöster (der Prediger, der Augustiner-Eremiten und der Barfüsser) wurden darauf mit dem Angebot lebenslangen Wohnrechts im Barfüsserkloster Zürich untergebracht, die Frauenklöster Oetenbach und St. Verena zur Kranken- und Armenpflege verpflichtet.

## Durchführung
Die Ratsbeschlüsse erwähnen die Bücher der geistlichen Institutionen mit keinem Wort. Anzunehmen ist, dass Bücher wie anderes bewegliches Gut den ihrem Orden treu bleibenden Personen mitgegeben wurden, die auswandern mussten. Damit ergab sich eine Bücherzerstreuung, die die Forschung heute nur teilweise zurückverfolgen kann. In dieser Phase kam es vor allem zur Abwanderung von wertvollen Einzelstücken und Gebetbüchern mit Buchmalerei.
Der Grossteil der geistlichen Bibliotheken Zürichs blieb vorläufig an Ort und Stelle, wenn auch teilweise unbeaufsichtigt und unbehütet. Die eigentliche Bücherausscheidung erfolgte zwischen dem 17. September und dem 7. Oktober 1525. Es gibt mehrere Augenzeugenberichte.
So wurden am 17. September auf Ratsbeschluss die Chorgesangbücher aus dem Grossmünster entfernt und weggeschlossen, mit dem Ziel, die Liturgie (Messfeier und Tagzeiten) zu verunmöglichen. In den folgenden Tagen wurden die Bücher aus den andern Kirchen und Klöstern entfernt. Eine Kommission, bestehend aus Ulrich Zwingli, Leo Jud (Pfarrer zu St. Peter Zürich) und Heinrich Brennwald (Propst des Stiftes Embrach, dann Obmann der Almosen in Zürich), schied die liturgischen Bücher als „unnütz“ aus. Der Chronist und Augenzeuge Gerold Edlibach, selber kein Anhänger der Reformation, berichtet: «dero was ein grosser huff, die alle verkouft, zurrissen und zurzerrt wurden und keins gantz bleib» (davon gab es einen grossen Haufen, die alle verkauft, zerrissen und zerzerrt worden sind und keines ganz geblieben ist). Das Zertrennen der Chorgesangbücher bezweckte, ihre weitere Verwendung in der Liturgie auch anderwärts zu verhindern.
So wurden 1525 der grösste Teil des liturgischen Buchbesitzes und ein unbestimmbarer Teil der übrigen kirchlichen Bücher in Stadt und Landschaft Zürich zerstreut oder vernichtet. Pergamentblätter dienten Apothekern und Krämern als Pulvertüten, den Goldschmieden zur Herstellung von Blattgold und wurden damit zerstört. Was den Buchbindern verkauft wurde, ist zwar als Fragmente teilweise noch in Bucheinbänden vorhanden, aber zerstreut in Bibliotheken in nah und fern. Noch 1538 kaufte ein ungenannter Buchdrucker in Zürich „zerzeerte permentne Gsangbücher“ als Rohmaterial.
Der Gelehrte Conrad Pellikan (1478–1556) sammelte die verbliebenen kirchlichen Buchbestände seit 1531 im Grossmünster. Mit der von Ulrich Zwingli nach seinem Tod 1531 hinterlassenen Privatbibliothek, die das Stift der Witwe abkaufte, errichtete Pellikan die reformierte Stiftsbibliothek und katalogisierte deren Buchbestand in Buchform. Darauf gestützt, konnte der damalige Buchbestand (Handschriften, Inkunabeln und alte Drucke) zum grössten Teil (74 %) in den Beständen der Zentralbibliothek Zürich aufgefunden und identifiziert werden. Daraus ergibt sich, dass die Buchzerstörung hauptsächlich liturgische Bücher betroffen hat.